# سلمة بن الأكوع
سلمة بن الأكوع (? - 74 هـ، المدينة المنورة) صحابي شهد معركة مؤتة، وهو من أهل بيعة الرضوان. وكان من أبرز قوات المشاة، وبذلك قال فيه رسول الله في غزوة ذي قرد

## نسبه
سلمة بن عمرو بن الأكوع (واسمه سنان) بن عبد الله بن قشير بن خزيمة بن مالك بن سلامان بن أسلم (وإليه النسب يقال أسلمي) بن أفصى بن حارثة بن عمرو مزيقياء بن عامر ماء السماء بن حارثة بن امرؤ القيس بن ثعلبة بن مازن بن الأزد. الأزدي الأسلمي.
يكنى أبا مسلم، وقيل: أبو إياس، وقيل: أبو عامر، والأكثر أبو إياس.
وهو أحد من بايع تحت الشجرة، وكان من فرسان الصحابة ومن علمائهم، كان يفتي بالمدينة وله مشاهد معروفة في حياة النبي وبعده، توفي بالمدينة وقد جاوز السبعين سنة.

## صفته
كان شجاعاً رامياً سخياً خيراً فاضلاً. وكان من الشجعان ويسبق الفرس أي الخيل عدوًا  قال العطاف بن خالد عن عبد الرحمن بن رزين: أتينا سلمة بن الأكوع بالربذة فأخرج إلينا يدًا ضخمة كأنها خف البعير فقال بايعت بيدي هذه رسول الله قال فأخذنا يده فقبلناها (5) قال مولاه يزيد: رأيت سلمة يصفر لحيته وسمعته يقول: بايعت رسول الله على الموت وغزوت معه سبع غزوات.

## إسلامه
قال ابن إسحاق: وقد سمعت أن الذي كلمه الذئب سلمة بن الأكوع قال سلمة: رأيت الذئب قد أخذ ظبياً فطلبته حتى نزعته منه فقال: ويحك! مالي ولك عمدت إلى رزق رزقنيه الله ليس من مالك تنتزعه مني قال: قلت أيا عباد الله إن هذا لعجب ذئب يتكلم.
فقال الذئب: أعجب من هذا أن النبي في أصول النخل يدعوكم إلى عبادة الله وتأبون إلا عبادة الأوثان.
قال: فلحقت برسول الله فأسلمت.

## فـضائله
روى البخاري: من حديث يزيد بن أبي عبيد، عن سلمة بن الأكوع قال: غزوت مع رسول الله سبع غزوات، وخرجت فيما يبعث من البعوث تسع غزوات، علينا مرة أبو بكر، ومرة أسامة بن زيد ما.
وروى عن أبيه عن النبي أنه قال: خير رجالنا سلمة بن الأكوع.
وروى عبيد الله بن موسى عن موسى بن عبيدة عن إياس ابن سلمة عن أبيه قال: بينا نحن قائلون نادى مناد: أيها الناس البيعة البيعة فسرنا إلى رسول الله وهو تحت الشجرة فبايعناه فذلك قول الله عز وجل: «لقد رضي الله عن المؤمنين إذ يبايعونك تحت الشجرة فعلم ما في قلوبهم». الآية.
قال يزيد بن أبي عبيد قلت لسلمة بن الأكوع: على أي شيء بايعتم رسول الله يوم الحديبية قال: على الموت
وفي صحيح مسلم عن سلمة أنه بايع ثلاث مرات: في أوائل الناس، ووسطهم، وأواخرهم.
ابن مهدي حدثنا عكرمة بن عمار عن إياس بن سلمة عن أبيه قال بيتنا هوازن مع أبي بكر الصديق فقتلت بيدي ليلتئذ سبعة أهل أبيات.
الحميدي حدثنا علي بن يزيد الأسلمي حدثنا إياس بن سلمة عن أبيه قال أردفني رسول الله مرارا ومسح على وجهي مرارا واستغفر لي مرارا عدد ما في يدي من الأصابع
وروى البيهقيّ أنَّه صلَّى الله عليه وسلَّم مسح يد محمَّد بن حاطب وكانت قد احترقت بالنَّار فبرأ من ساعته، ومسح رجل سلمة بن الأكوع وقد أصيبت يوم خيبر فبرأت من ساعتها، ودعا لسعد ابن أبي وقاص أن يشفى من مرضه ذلك فشفي. (1862) حدثنا قتيبة بن سعيد. حدثنا حاتم (يعني ابن إسماعيل) عن يزيد بن أبي عبيد، عن سلمة بن الأكوع؛
أنه دخل على الحجاج فقال: يا ابن الأكوع! ارتددت على عقبيك؟ تعربت؟ قال: لا. ولكن رسول الله أذن لي في البدو.
[‌ش (ارتددت على عقبيك. تعربت) قال القاضي عياض: أجمعت الأمة على تحريم ترك المهاجر وهجرته ورجوعه إلى وطنه. وعلى أن ارتداد المهاجر أعرابيا من الكبائر. ولهذا أشار الحجاج. إلى أن أعلمه سلمة أن خروجه إلى البادية إنما هو بإذن النبي قال: ولعله رجع إلى غير وطنه. أو لأن الغرض في ملازمة المهاجر أرضه التي هاجر إليها فرض ذلك عليه إنما كان في زمن النبي لنصرته، أو ليكون معه، أو لأن ذلك إنما كان قبل فتح مكة. فلما كان الفتح وأظهر الله الإسلام على الدين كله، وأذل الكفر وأعز المسلمين - سقط فرض الهجرة. قال النبي : لا هجرة بعد الفتح. وقال: مضت الهجرة لأهلها، أي الذين هاجروا من ديارهم وأموالهم قبل فتح مكة لمواساة النبي وموازرته ونصرة دينه وضبط شريعته. (أذن لي في البدو) أي في الخروج إلى البادية]

## علمه
عن حماد بن مسعدة عنه ابن سعد حدثنا محمد بن عمر حدثنا عبد الحميد بن جعفر عن أبيه عن زياد بن ميناء قال كان ابن عباس وأبو هريرة وجابر ورافع بن خديج وسلمة بن الأكوع مع أشباه لهم يفتون بالمدينة ويحدثون من لدن توفي عثمان إلى أن توفوا
وعن عبادة بن الوليد أن الحسن بن محمد ابن الحنفية قال اذهب بنا إلى سلمة بن الأكوع فلنسأله فإنه من صالحي أصحاب النبي القدم فخرجنا نريده فلقيناه يقوده قائده وكان قد كف بصره.

## تقواه واتباعه هدي النبي
(509) حدثناه محمد بن المثنى. حدثنا مكي. قال: يزيد أخبرنا، قال: كان سلمة يتحرى الصلاة عند الأسطوانة التي عند المصحف. فقلت له: يا أبا مسلم! أراك تتحرى الصلاة عند هذه الأسطوانة. قال: رأيت النبي يتحرى الصلاة عندها.
[‌ش (عند الأسطوانة) هي المعروفة بأسطوانة المهاجرين. وذكر الحافظ العسقلاني: أن المهاجرين من قريش كانوا يجتمعون عندها. وروى عن الصديقة أنها كانت تقول: لو عرفها الناس لاضطربوا عليها بالسهام. وإنها أسرتها إلى ابن الزبير فكان يكثر الصلاة عندها].

## شجاعته
فحدثني عاصم بن عمر بن قتادة وعبد الله بن أبي بكر ومن لا أتهم عن عبد الله بن كعب بن مالك كل قد حدث في غزوة ذي قرد بعض الحديث أنه كان أول من نذر بهم سلمة بن عمرو بن الأكوع غداً يريد الغابة متوشحاً قوسه ونبله ومعه غلام لطلحة بن عبيد الله معه فرس له يقوده حتى إذا علا ثنية الوداع نظر إلى بعض خيولهم فأشرف إلى ناحية سلع ثم صرخ وا صباحاه ثم خرج يشتد في آثار القوم وكان مثل السبع حتى لحق القوم فجعل يردهم بالنبل ويقول إذا رمى:
فإذا وجهت الخيل نحوه انطلق هارباً ثم عارضهم فإذا أمكنه الرمي رمى ثم قال:

## وفاته
وعن يزيد بن أبي عبيد قال لما قتل عثمان خرج سلمة إلى الربذة وتزوج هناك امرأة فولدت له أولادا وقبل أن يموت بليال نزل إلى المدينة قال الواقدي وجماعة توفي سنة أربع وسبعين قلت كان من أبناء التسعين وحديثه من عوالي صحيح البخاري. وجعل الزركلي وفاته سنة 74 هـ الموافق 693 م.

## أخبار بعض الغزوات التي خرج فيها

### غزوة ذى قرد
```
(1807) حدثنا أبو بكر بن أبي شيبة. حدثنا هاشم بن القاسم. ح وحدثنا إسحاق بن إبراهيم. أخبرنا أبو عامر العقدي. كلاهما عن عكرمة ابن عمار. ح وحدثنا عبد الله بن عبد الرحمن الدارمي. وهذا حديثه: أخبرنا أبو علي الحنفي عبيدالله بن عبد المجيد. حدثنا عكرمة (وهو ابن عمار). حدثني إياس بن سلمة. حدثني أبي قال: 
```

قدمنا الحديبية مع رسول الله . ونحن أربع عشرة مائة. وعليها خمسون شاة لا ترويها. قال: فقعد رسول الله على جبا الركية. فإما دعا وإما بسق فيها. قال: فجاشت. فسقينا واستقينا. قال: ثم إن رسول الله دعانا للبيعة في أصل الشجرة. قال فبايعته أول الناس. ثم بايع وبايع. حتى إذا كان في وسط من الناس قال (بايع. يا سلمة!) قال قلت: قد بايعتك. يا رسول الله! في أول الناس. قال (وأيضا) قال: ورآني رسول الله عزلا (يعني ليس معه سلاح). قال: فأعطاني رسول الله حجفة أو درقة. ثم بايع. حتى إذا كان في آخر الناس قال (ألا تبايعني؟ يا سلمة!) قال: قلت: قد بايعتك. يا رسول الله! في أول الناس، وفي أوسط الناس. قال (وأيضا) قال: فبايعته الثالثة. ثم قال لي (يا سلمة! أين حجفتك أو درقتك التي أعطيتك؟) قال قلت: يا رسول الله! لقيني عمي عامر عزلا. فأعطيته إياها. قال: فضحك رسول الله وقال (إنك كالذي قال الأول: اللهم! أبغني حبيبا هو أحب إلي من نفسي).
ثم إن المشركين راسلونا الصلح. حتى مشى بعضنا في بعض. واصطلحنا. قال: وكنت تبيعا لطلحة بن عبيدالله. أسقي فرسه، وأحسه، وأخدمه. وآكل من طعامه. وتركت أهلي ومالي، مهاجرا إلى الله ورسوله . قال: فلما اصطلحنا نحن وأهل مكة، واختلط بعضنا ببعض، أتيت شجرة فكسحت شوكها. فاضجعت في أصلها. قال: فأتاني أربعة من المشركين من أهل مكة. فجعلوا يقعون في رسول الله . فأبغضتهم. فتحولت إلى شجرة أخرى. وعلقوا سلاحهم. واضطجعوا. فبينما هم كذلك إذ نادى منادي من أسفل الوادي: يا للمهاجرين! قتل ابن زنيم. قال: فاخترطت سيفي. ثم شددت على أولئك الأربعة وهم رقود. فأخذت سلاحهم. فجعلته ضغثا في يدي. قال: ثم قلت: والذي كرم وجه محمد! لا يرفع أحد منكم رأسه إلا ضربت الذي فيه عيناه. قال: ثم جئت بهم أسوقهم إلى رسول الله . قال: وجاء عمي عامر برجل من العبلات يقال له مكرز. يقوده إلى رسول الله . على فرس مجفف. في سبعين من المشركين. فنظر إليهم رسول الله فقال (دعوهم. كن لهم بدء الفجور وثناه) فعفا عنهم رسول الله. وأنزل الله:
﴿هو الذي كف أيديهم عنكم وأيديكم عنهم ببطن مكة من بعد أن أظفركم عليهم﴾
[48 /الفتح /24] الآية كلها.
قال: ثم خرجنا راجعين إلى المدينة. فنزلنا منزلا. بيننا وبين بني لحيان جبل. وهم المشركون. فاستغفر رسول الله لمن رقي هذا الجبل الليلة. كأنه طليعة للنبي وأصحابه. قال سلمة: فرقيت تلك الليلة مرتين أو ثلاثا. ثم قدمنا المدينة. فبعث رسول الله بظهره مع رباح غلام رسول الله . وأنا معه. وخرجت معه بفرس طلحة. أنديه مع الظهر. فلما أصبحنا إذا عبد الرحمن الفزاري قد أغار على ظهر رسول الله . فاستاقه أجمع. وقتل راعيه. قال فقلت: يا رباح! خذ هذا الفرس فأبلغه طلحة بن عبيدالله‌. وأخبر رسول الله أن المشركين قد أغاروا على سرحه. قال: ثم قمت على أكمة فاستقبلت المدينة. فناديت ثلاثا: يا صباحاه! ثم خرجت في آثار القوم أرميهم بالنبل. وأرتجز. أقول:
أنا ابن الأكوع * واليوم يوم الرضع
فألحق رجلا منهم. فأصك سهما في رحله. حتى خلص نصل السهم إلى كتفه. قال قلت: خذها
وأنا ابن الأكوع * واليوم يوم الرضع
قال: فوالله! ما زلت أرميهم وأعقر بهم. فإذا رجع إلى فارس أتيت شجرة فجلست في أصلها. ثم رميته. فعقرت به. حتى إذا تضايق الجبل دخلوا في تضايقه، علوت الجبل. فجعلت أرديهم بالحجارة. قال: فما زلت كذلك أتبعهم حتى ما خلق الله من بعير من ظهر رسول الله إلا خلفته وراء ظهري. وخلوا بيني وبينه. ثم لتبعتهم أرميهم. حتى ألقوا أكثر من ثلاثين بردة وثلاثين رمحا. يستخفون. ولا يطرحون شيئا إلا جعلت عليه آراما من الحجارة. يعرفها رسول الله وأصحابه. حتى إذا أتوا متضايقا من ثنية فإذا هم قد أتاهم فلان بن بدر الفزاري. فجلسوا يتضحون (يعني يتغدون). وجلست على رأس قرن. قال الفزاري: ما هذا الذي أرى؟ قالوا: لقينا، من هذا البرح. والله! ما فارقنا منذ غلس. يرمينا حتى انتزع كل شيء في أيدينا. قال: فليقم إليه نفر منكم، أربعة. قال: فصعد إلي منهم أربعة في الجبل. قال: فلما أمكنوني من الكلام قال قلت: هل تعرفوني؟ قالوا: لا. ومن أنت؟ قال قلت: أنا سلمة ابن الأكوع. والذي كرم وجه محمد ! لا أطلب رجلا منكم إلا أدركته. ولا يطلبني رجل منكم فيدركني. قال أحدهم: أنا أظن. قال: فرجعوا. فما برحت مكاني حتى رأيت فوارس رسول الله يتخللون الشجر. قال: فإذا أولهم الأخرم الأسدي. على أثره أبو قتادة الأنصاري. وعلى أثره المقداد بن الأسود الكندي. قال: فأخذت بعنان الأخرم. قال: فولوا مدبرين. قلت: يا أخرم! احذرهم. لا يقتطعوك حتى يلحق رسول الله وأصحابه. قال: يا سلمة! إن كنت تؤمن بالله واليوم الآخر، وتعلم أن الجنة حق والنار حق، فلا تحل بيني وبين الشهادة. قال: فخليته. فالتقى هو وعبد الرحمن. قال: فعقر بعبد الرحمن فرسه. وطعنه عبد الرحمن فقتله. وتحول على فرسه. ولحق أبو قتادة، فارس رسول الله بعبد الرحمن. فطعنه فقتله. فوالذي كرم وجه محمد ! اتبعتهم أعدو على رجلي. حتى ما أرى ورائي، من أصحاب محمد ولا غبارهم، شيئا. حتى يعدلوا قبل غروب الشمس إلى شعب فيه ماء. يقال له ذا قرد. ليشربوا منه وهم عطاش. قال: فنظروا إلي أعدو ورائهم. فحليتهم عنه (يعني أجليتهم عنه) فما ذاقوا منه قطرة. قال: ويخرجون فيشتدون في ثنية. قال: فأعدوا فألحق رجلا منهم. فأصكه بسهم في نغض كتفه. قال قلت: خذها وأنا ابن الأكوع. واليوم يوم الرضع. قال: يا ثكلته أمه! أكوعه بكرة. قال قلت: نعم. يا عدو نفسه! أكوعك بكرة. قال: وأردوا فرسين على ثنية. قال: فجئت بهما أسوقهما إلى رسول الله . قال: ولحقني عامر بسطيحة فيها مذقة من لبن. وسطيحة فيها ماء. فتوضأت وشربت. ثم أتيت رسول الله وهو على الماء الذي حلأتهم منه. فإذا رسول الله قد أخذ تلك الإبل. وكل شيء استنقذته من المشركين. وكل رمح وبردة. وإذا بلال نحر ناقة من الإبل الذي استنقذت من القوم. وإذا هو يشوي لرسول الله من كبدها وسنامها. قال قلت: يا رسول الله! خلني فأنتخب من القوم مائة رجل. فأتبع القوم فلا يبقى منهم مخبر إلا قتلته. قال: فضحك رسول الله حتى بدت نواجذه في ضوء النهار. فقال (يا سلمة! أتراك كنت فاعلا؟) قلت: نعم. والذي أكرمك! فقال (إنهم الآن ليقرون في أرض غطفان) قال: فجاء رجل من غطفان. فقال: نحر لهم جزورا. فلما كشفوا جلدها رأوا غبارا. فقالوا: أتاكم القوم. فخرجوا هاربين. فلما أصبحنا قال رسول الله (كان خير فرساننا اليوم أبو قتادة. وخير رجالتنا سلمة) قال: ثم أعطاني رسول الله سهمين: سهم الفارس وسهم الراجل. فجمعهما لي جميعا. ثم أردفني رسول الله وراءه على العضباء. راجعين إلى المدينة. قال: فبينما نحن نسير. قال: وكان رجل من الأنصار لا يسبق شدا، قال: فجعل يقول: ألا مسابق إلى المدينة؟ هل من مسابق؟ فجعل يعيد ذلك. قال: فلما سمعت كلامه قلت: أما تكرم كريما، ولا تهاب شريفا؟ قال: لا. إلا أن يكون رسول الله . قال قلت: يا رسول الله! بأبي أنت وأمي! ذرني فلأسابق الرجل. قال (إن شئت) قال قلت: اذهب إليك. وثنيت رجلي فطفرت فعدوت. قال: فربطت عليه شرفا أو شرفين أستبقي نفسي. ثم عدوت في إثره. فربطت عليه شرفا أو شرفي. ثم إني رفعت حتى ألحقه. قال فأصكه بين كتفيه. قال قلت: قد سبقت. والله! قال: أنا أظن. قال: فسبقته إلى المدينة. قال: فوالله! ما لبثنا إلا ثلاث ليال حتى خرجنا إلى خيبر مع رسول الله . قال: فجعل عمي عامر يرتجز بالقوم:
تالله! لولا الله ما اهتدينا * ولا تصدقنا ولا صلينا
ونحن عن فضلك ما استغنينا * فثبت الأقدام إن لاقينا
وأنزلن سكينة علينا
فقال رسول الله (من هذا؟) قال: أنا عامر. قال (غفر لك ربك) قال:
وما استغفر رسول الله لإنسان يخصه إلا استشهد. قال: فنادى عمر بن الخطاب، وهو على جمل له: يا نبي الله! لولا ما متعتنا بعامر. قال: فلما قدمنا خيبر قال: خرج ملكهم مرحب يخطر بسيفه ويقول:
قد علمت خيبر أني مرحب * شاكي السلاح بطل مجرب
إذا الحروب أقبلت تلهب
قال: وبرز له عمي عامر، فقال:
قد علمت خيبر أني عامر * شاكي السلاح بطل مغامر
قال: فاختلفا ضربتين. فوقع سيف مرحب في ترس عامر. وذهب عامر يسفل له. فرجع سيفه على نفسه. فقطع أكحله. فكانت فيها نفسه.
قال سلمة: فخرجت فإذا أنا نفر من أصحاب النبي يقولون: بطل عمل عامر. قتل نفسه. قال: فأتيت رسول الله وأنا أبكي. فقلت: يا رسول الله! بطل عمل عامر؟. قال رسول الله (من قال ذلك؟) قال قلت: ناس من أصحابك. قال (كذب من قال ذلك. بل له أجره مرتين). ثم أرسلني إلى علي، وهو أرمد. فقال (لأعطين الراية رجلا يحب الله ورسوله، أو يحبه الله ورسوله) قال: فأتيت عليا فجئت به أقوده، وهو أرمد. حتى أتيت به رسول الله . فبسق في عينيه فبرأ. وأعطاه الراية. وخرج مرحب فقال:
قد علمت خيبر أني مرحب * شاكي السلاح بطل مجرب
إذا الحروب أقبلت تلهب
فقال علي: أنا الذي سمتني أمي حيدره * كليث الغابات كريه المنظره
أوفيهم بالصاع كيل السندرة
قال: فضرب رأس مرحب فقتله. ثم كان الفتح على يديه.
قال إبراهيم: حدنا محمد بن يحيى. حدثنا عبد الصمد بن عبد الوارث عن عكرمة بن عمار، بهذا الحديث بطوله.
[‌ش (جبا الركية) الجبا ما حول البئر. والركي البئر. والمشهور في اللغة ركي، بغير هاء. ووقع هنا الركية بالهاء. وهي لغة حكاها الأصمعي وغيره.
(وإما بسق) هكذا هو في النسخ: بسق. وهي صحيحة. يقال: بزق وبصق وبسق. ثلاث لغات بمعنى. والسين قليلة الاستعمال.
(فجاشت) أي ارتفعت وفاضت. يقال: جاش الشيء يجيش جيشانا، إذا ارتفع.
(عزلا) ضبطوه بوجهين: أحدهما فتح العين مع كسر الزاي. والثاني ضمهما. وقد فسره في الكتاب بالذي لا سلاح معه. ويقال أيضا: أعزل، وهو الأشهر استعمالا.
(حجفة أو درقة) هما شبيهتان بالترس.
(إنك كالذي قال الأول) الذي صفة لمحذوف. أي أنك كالقول الذي قاله الأول. فالأول، بالرفع، فاعل. والمراد به هنا، المتقدم بالزمان. يعني أن شأنك هذا مع ابن عمك يشبه فحوى القول الذي قاله الرجل المتقدم زمانه.
(أبغني) أعطني.
(راسلونا) هكذا هو في أكثر النسخ: راسلونا، من المراسلة. أي أرسلنا إليهم وأرسلوا إلينا في أمر الصلح.
(مشى بعضنا في بعض) في هنا بمعنى إلى. أي مشى بعضنا إلى بع. وربما كانت بمعنى مع. فيكون المعنى مشى بعضنا مع بعض.
(كنت تبيعا لطلحة) أي خادما أتبعه.
(وأحسه) أي أحك ظهره بالمحسة لأزيل عنه الغبار ونحوه.
(فكسحت شوكها) أي كنست ما تحتها من الشوك.
(فاخترطت سيفي) أي سللته.
(شددت) حملت وكررت.
(ضغثا) الضغث الحزمة. يريد أنه أخذ سلاحهم وجمع بعضه إلى بعض حتى جعله في يده حزمة. قال في المصباح الأصل في الضغث أن يكون له قضبان يجمعها أصل واحد، ثم كثر حتى استعمل فيما يجمع.
(الذي فيه عيناه) يريد رأسه. (العبلات) أي عليه تجفاف. وهو ثوب كالجل يلبسه الفرس ليقيه السلاح. وجمعه تجافيف. (يكن لهم بدء الفجور وثناه) البدء وهو الابتداء. وأما ثناه فمعناه عودة ثانية. قال في النهاي: أي أوله وآخره والثني الأمر يعاد مرتين. (وهم المشركون) هذه اللفظة ضبطوها بوجهين ذكرهما القاضي وغيره. أحدهما وهم المشركون على الابتداء والخبر. والثاني وهم المشركون، أي هموا النبي وأصحابه وخافوا غائلتهم. يقال: همني الأمر وأهمني. وقيل: همني أذابني. وأهمني أغمني وقيل: معناه هم أمر المشركين النبي خوف أن يبيتوهم لقربهم منهم.
(بظهره) الظهر الإبل تعد للركوب وحمل الأثقال.
(أنديه) معناه أن يورد الماشية الماء فتسقى قليلا ثم ترسل في المرعى، ثم ترد الماء فترد قليلا ثم ترد إلى المرعى.
(فأصك سهما في رحله) أي أضرب.
(أرميهم وأعقر بهم) أي أرميهم بالنبل وأعقر خيلهم. أصل العقر ضرب قوائم البعير أو الشاة بالسيف. ثم اتسع حتى استعمل في القتل كما وقع هنا. وحتى صار يقال: عقرت البعير أي نحرته.
(حتى إذا تضايق الجبل فدخلوا في تضايقه) التضايق ضد الاتساع. أي تدانى. فدخلوا في تضايقه أي المحل المتضايق منه بحيث استتروا به عنه، فصار لا يبلغهم ما يرميهم به من السهام.
(فجعلت أرديهم بالحجارة) يعني لما امتنع على رميهم بالسهام عدلت عن ذلك إلى رميهم من أعلى الجبل بالحجارة التي تسقطهم وتهورهم. يقال: ردى الفرس راكبه إذا أسقطه وهوره.
```
(1807) حدثنا أبو بكر بن أبي شيبة. حدثنا هاشم بن القاسم. ح... ... 
```

(حتى ما خلق الله من بعير من ظهر رسول الله ) من، هنا، زائدة. أتى بها لتأكيد العموم. وإنما سميت زائدة لأن الكلام يستقيم بدونها فيصح أن يقال: ما خلق الله بعيرا. ومن، في قوله: من ظهر، بيانية. والمعنى أنه ما زال بهم إلى أن استخلص منهم كل بعير أخذوه من إبل رسول الله .
(إلا خلفته وراء ظهري) خلفته أي تركته. يريد أنه جعله في حوزته وحال بينهم وبينه.
(ثم اتبعتهم) هكذا هو في أكثر النسخ: اتبعتهم. وفي نسخة: أتبعتهم، بهمزة القطع. وهي أشبه بالكلام وأجود موقعا فيه. وذلك أن تبع المجرد واتبع بمعنى مشى خلفه على الإطلاق. وأما أتبع الرباعي فمعناه لحق به بعد أن سبقعه. ومنه قوله تعالى: {فأتبعهم فرعون بجنوده} أي لحقهم مع جنوده بعد أن سبقوه. وتعبيره هنا بثم المفيدة للتراخي يشعر أنه بعد أن استخلص منهم جميع الإبل توقف عن اتباعهم ولعل ذلك ريثما جمع الإبل وأقامها على طريق يأمن عليها فيه. والمعنى على هذا الوجه: وبعد أن توقفت عن اتباعهم حتى سبقوني، تبعتهم حتى لحقت بهم.
(يستخفون) أي يطلبون بإلقائها الخفة ليكونوا أقدر على الفرار.
(آراما من الحجارة) الآرام هي الأعلام. وهي حجارة تجمع وتنصب في المفازة ليهتدي بها. واحدها إرم كعنب وأعناب.
(حتى أتوا متضايقا من ثنية) الثنية العقبة والطريق في الجبل. أي حتى أتوا طريقا في الجبل ضيقة.
(على رأس قرن) هو كل جبل صغير منقطع عن الجبل الكبير.
(البرج) أي الشدة.
(يتخللون الشجر) أي يدخلون من خلالها، أي بينها.
(ذا قرد) هكذا هو في أكثر النسخ المعتمدة: ذا قرد. وفي بعضها: ذو قرد، وهو الوجه.
(فحليتهم عنه) أي طردتهم عنه. وقد فسرها في الحديث بقوله: يعني أجليتهم عنه. قال القاضي: كذا روايتنا فيه هنا غير مهموز. قال وأصله الهمز، فسهله. وقد جاء مهموزا بعد هذا في الحديث.
(نغض) هو العظم الرقيق على طرف الكتف. سمي بذلك لكثره تحركه. وهو الناغض أيضا.
(قال: يا ثكلته أمه! أكوعه بكرة) معنى ثكلته أمه، فقدته. وقوله: أكوعه، هو برفع العين، أي أنت الأكوع الذي كنت بكرة هذا النهار؟ ولهذا قال: نعم. وبكرة منصوب غير منون. قال أهل العربية: يقال أتيته بكرة، بالتنوين، إذا أردت أنك لقيته باكرا في يوم غير معين. قالوا: وإن أردت بكرة يوم بعينه، قلت أتيته بكرة، غير مصروف. لأنها من الظروف المتمكنة.
(وأرادوا) قال القاضي: رواية الجمهور بالدال المهملة، ورواه بعضهم بالمعجمة. قال: وكلاهما متقارب المعنى. فبالمعجمة معناه خلفوهما. والرذى الضعيف من كل شيء. وبالمهملة معناه أهلكوهما وأتعبوهما حتى أسقطوهما وتركوهما. ومنه المتردية. وأردت الفرس الفارس أسقطته.
(بسطيحة فيها مذقة من لبن) السطيحة إناء من جلود سطح بعضها على بعض. والمذقة قليل من لبن ممزوج بماء.
(حلأتهم) كذا هو في أكثر النسخ: حلأتهم. وفي بعضها حليتهم. وقد سبق بيانه قريبا.
(من الإبل الذي) كذا هو في أكثر النسخ: الذي. وفي بعضها: التي. وهو أوجه. لأن الإبل مؤنثة، وكذا أسماء الجموع من الآدميين. والأول صحيح أيضا. وأعاد الضمير إلى الغنيمة، لا إلى لفظ الإبل.
(نواجذه) أي أنيابه.
(ليقرون) أي يضافون، والقري الضيافة.
(العضباء) هو لقب ناقة النبي . والعضباء مشقوقة الأذن. ولم تكن ناقته كذلك، وإنما هو لقب لزمها.
(شدا) أي عدوا على الرجلين.
(فطفرت) أي وثبت وقفزت.
(فربطت عليه شرفا أو شرفين أستبقي نفسي) معنى ربطت حبست نفسي عن الجري الشديد. والشرف ما ارتفع من الأرض. وقوله: أستبقي نفسي، لئلا يقطعني البهر.
(رفعت حتى ألحقه) أي أسرعت. قوله: حتى ألحقه. حتى، هنا، للتعليل بمعنى كي. وألحق منصوب بأن مضمرة بعدها.
(أظن) أي أظن ذلك. حذف مفعوله للعلم به.
(فجعل عمي) هكذا قال، هنا: عمي. وقد سبق في حديث أبي الطاهر عن ابن وهب أنه قال: أخي. فلعله كان أخاه من الرضاعة، وكان عمه من النسب.
(يخطر بسيفه) أـي يرفعه مرة ويضمه أخرى. ومثله: خطر البعير بذنبه يخطر، إذا رفعه مرة ووضعه أخرى.
(شاكي السلاح) أي تام السلاح. يقال: شاكى السلاح، وشاك السلاح، وشاك في السلاح، من الشوكة وهي القوة. والشوكة أيضا السلاح. ومنه قوله تعالى: {وتودون أن غير ذات الشوكة تكون لكم}.
(بطل مجرب) أي مجرب بالشجاعة وقهر الفرسان. والبطل الشجاع. يقال بطل الرجل يبطل بطالة وبطولة، إذا صار شجاعا.
(بطل مغامر) أي يركب غمرات الحرب وشدائدها ويلقي نفسه فيها.
(يسفل له) أي يضربه من أسفله.
(كذب من قال) كذب، هنا بمعنى أخطأ.
(وهو أرمد) قال أهل اللغة: يقال رمد الإنسان يرمد رمدا فهو رمد وأرمد. إذا هاجت عينه.
(أنا الذي سمتني أمي حيدرة) حيدرة اسم للأسد. وكان علي قد سمي أسدا في أول ولا دته. وكان مرحب قد رأى في المنام أن أسدا يقتله. فذره علي بذلك ليخيفه ويضعف نفسه. وسمي الأسد حيدرة لغلظه. والحادر الغليظ القوي. ومراده: أنا الأسد في جراءته وإقدامه وقوته.
(غابات) جمع غابة. وهي الشجر الملتف. وتطلق على عرين الأسد أي مأواه. كما يطلق العرين على الغابة أيضا. ولعل ذلك لاتخاذه إياه داخل الغاب غالبا.
(أوفيهم بالصاع كيل السندرة) معناه أقتل الأعداء قتلا واسعا ذريعا. والسندرة مكيال واسع. وقيل: هي العجلة. أي أقتلهم عاجلا. وقيل: مأخوذ من السندرة: وهي شجرة الصنوبر يعمل منها النبل والقسي‌].

### غزوة حنين
وحدثنا زهير بن حرب. حدثنا عمر بن يونس الحنفي. حدثنا عكرمة بن عمار. حدثني إياس بن سلمة. حدثني أبي. قال: غزونا مع رسول الله حنينا. فلما واجهنا العدو تقدمت. فأعلو ثنية. فاستقبلني رجل من العدو. فأرميه بسهم. فتوارى عني. فلما دريت ما صنع. ونظرت إلى القوم فإذا هم قد طلعوا من ثنية أخرى. فالتقوا هم وصحابة النبي . فولى صحابة النبي . وأرجع منهزما. وعلى بردتان. متزرا بإحداهما. مرتديا بالأخرى. فاستطلق إزاري. فجمعتهما جميعا. ومررت، على رسول الله، منهزما. وهو على بغلته الشهباء. فقال رسول الله (لقد رأى ابن الأكوع فزعا) فلما غشوا رسول الله نزل عن البغلة، ثم قبض قبضة من تراب من الأرض. ثم استقبل به وجوههم. فقال (شاهت الوجوه) فما خلف الله منهم إنسانا إلا ملأ عينيه ترابا، بتلك القبضة. فولوا مدبرين. فهزمهم الله عز وجل. وقسم رسول الله غنائمهم بين المسلمين.
معاني الكلمات
[‌ش (فاستطلق إزاري) أي انحل لاستعجالي.
(منهزما) قال العلماء: قوله منهزما؛ حال من ابن الأكوع، كما صرح أولا بانهزامه، ولم يرد أن النبي انهزم. وقد قالت الصحابة كلهم م: إنه ما انهزم. ولم ينقل أحد قط أنه انهزم في موطن من المواطن. وقد نقلوا إجماع المسلمين على أنه لا يجوز أن يعتقد انهزامه، ولا يجوز ذلك عليه.
(فلما غشوا رسول الله ) أي أتوه من كل جانب.
(شاهت الوجوه) أي قبحت‌]. (4) 1777

### هوازن
```
(1754) حدثنا 
زهير بن حرب‌
. حدثنا عمر بن يونس الحنفي. حدثنا عكرمة بن عمار. حدثني إياس بن سلمة. حدثني أبي، سلمة بن الأكوع. قال: 
```

غزونا مع رسول الله هوازن. فبينا نحن نتضحى مع رسول الله إذ جاء رجل على جمل أحمر. فأناخه. ثم انتزع طلقا من حقبه فقيد به الجمل. ثم تقدم يتغدى مع القوم. وجعل ينظر. وفينا ضعفة ورقة في الظهر. وبعضنا مشاة. إذ خرج يشتد. فأتى جمله فأطلق قيده. ثم أناخ وقعد عليه. فأثاره. فاشتد به الجمل. فاتبعه رجل على ناقة ورقاء.
قال سلمة: وخرجت أشتد. فكنت عند ورك الناقة. ثم تقدمت. حتى كنت عند ورك الجمل. ثم تقدمت حتى أخذت بخطام الجمل فأنخته. فلما وضع ركبته في الأرض اخترطت سيفي فضربت رأس الرجل. فندر. ثم جئت بالجمل أقوده، عليه رحله وسلاحه. فاستقبلني رسول الله والناس معه. فقال (من قتل الرجل؟) قال: ابن الأكوع. قال: (له سلبه أجمع).
[‌ش (نتضحى) أي نتغدى. مأخوذ من الضحاء، وهو بعد امتداد النهار وفوق الضحى.
(انتزع طلقا من حقبه) الطلق العقال من جلد. والحقب حبل يشد على حقو البعير. قال القاضي: لم يرو هذا الحرف إلا بفتح القاف. قال: وكان بعض شيوخنا يقول: صوابه بإسكانها، أي مما احتقب خلفه وجعله في حقيبته. وهي الرفادة في مؤخر القتب. ووقع هذا الحرف في سنن أبي داود حقوه، وفسره مؤخره. قال القاضي: والأشبه عندي أن يكون حقوه في هذه الرواية حجزته وحزامه. والحقو معقد الإزار من الرجل. وبه سمي الإزار حقوا. ووقع في رواية السمرقندي، في مسلم، من جعبته. فإن صح، ولم يكن تصحيفا، فله وجه. بأن علقه بجعبة سهامه وأدخله فيها. (وفينا ضعفة ورقة) ضبطوه على وجهين: الصحيح المشهور ورواية الأكثرين: بفتح الضاد وإسكامن العين. أي حالة ضعف وهزال. قال القاضي: وهذا هو الصواب. والثاني بفتح العين، جمع ضعيف. وفي بعض النسخ: وفينا ضعف، بحذف الهاء. (في الظهر) أي في الإبل.
(يشتد) أي يعدو.
(فأثاره) أي ركبه ثم بعثه قائما.
(ورقاء) أي في لونها سواد كالغبرة.
(اخترطت سيفي) أي سللته.
(فندر) أي سقط‌]. قال عنه ابنه إياس: ما كذب أبي قط.